# Jacob Hustaert
Jacob Hustaert (Amsterdam, 10 settembre 1619 – Giacarta, 10 luglio 1665) fu governatore di Ceylon (Sri Lanka).
Fu in carica come governatore il 27 dicembre del 1663 fino al 19 novembre del 1664. Gli succedette Rijckloff van Goens